# Amber Michaels
Pour les articles homonymes, voir Michaels.
Amber Michaels, née le 17 novembre 1968 à Bamberg, est une actrice pornographique américaine d'origine allemande.

## Biographie
Née en Allemagne, Amber grandit à Miami, en Floride, auprès de sa famille adoptive. Elle a servi pendant 15 ans dans l'US Air Force.
Alors qu'elle dansait au Texas, son petit ami du moment lui proposa de tourner une scène X. Ce premier film The Dallas Trip, tourné pour Zane Productions lors de l'été 1998, lança l'une des actrices porno les plus populaires de ces dernières années. Elle travaille maintenant avec des studios renommés comme Elegant Angel et Wicked Pictures où elle a tourné quelques scènes mémorables avec Sean Michaels.

## Filmographie sélective
- 2013 : Lesbian Adventures: Older Women, Younger Girls 3
- 2012 : Best of Nina Hartley 3
- 2011 : Charm School
- 2010 : Self Service Sex 3
- 2009 : World Domination 5
- 2008 : Jenna Loves Pain 2
- 2007 : Butt I Like It
- 2006 : Lesbian MILTF 1
- 2005 : Big Busted Lesbians 4
- 2004 : Girl/Girl Bondage 3
- 2003 : Girl Crazy
- 2003 : Kelly's First Nudist Retreat
- 2002 : Naked Hollywood 14: Playing The Part
- 2001 : The 4 Finger Club 19
- 2000 : Pussyman's Decadent Divas 9
- 1999 : The 4 Finger Club 1
- 1998 : Taboo 19

## Récompenses
- 2003 : SIGNY Award for Best Model – seconde place[1]

nominations
Nommée pour plus de 10 récompenses durant ces 3 dernières années (Meilleure scène anale, Meilleures scène anale en groupe, Meilleure scène de groupe, meilleure scène lesbienne). En 2001 elle a également reçu la récompense des lecteurs de Adult Stars Magazine.
- 2001 : AVN Award – Best Group Sex Scene, Film "Dream Quest"
- 2002 : AVN Award – Best All-Girl Sex Scene, Video "Decadent Divas 12"
- 2003 : AVN Award – Best Sex Scene Coupling, Video "Ass Worship 2"

## Parutions presse
- Hot Vidéo Magazine (avril 2002)
- Penthouse (juin 2000)
- Cheri (avril 2000)
- Club (mars 2000)
- Gallery (mars 2000)
- High Society (mai 1999)
- Hot Video (Couverture - septembre 1999)
- Cheri (décembre 1999)
- Easy Rider (couverture et page centrale)
- Screw Magazine
- Adam Film World (couverture)

## Apparitions télévisuelles
- Fox Files (1999)
- Playboy - Night Calls (2000)
- Playboy - Night Calls 411 (2000)
- Playboy - Sex Court (2000)
- HBO - Real Sex (2000)
- Playboy - Night Calls (2001)
- Playboy - Night Calls 411 (2001)
- Playboy - Sex Court (2001)
- HBO - Real Sex (2001)
- Playboy - Inside Adult (2002)
- Playboy - Sexcetera (2003)
- CBS - 48 Hours (2003)

## Citation
"Yes, I like watching sex period, it's very erotic. I love watching myself have sex because I am a very passionate and erotic person. I like to see what I do and why it pleases people, and why the guys that I have been with enjoy certain things and then improve on them so I can get even better." (janvier 1999, California CES Convention).
Traduction : « Oui, j'aime regarder quand je fais l'amour, c'est très érotique. J'aime me regarder en action parce que je suis quelqu'un de très passionné et d'érotique. J'aime savoir ce qui excite les gens et pourquoi. Je veux savoir ce qui excite l'homme avec qui je couche et m'améliorer pour être encore meilleure ».

## Sources
1. ↑  http://whitelord.ath.cx/s2003/index.html The White Lord web.archive.org/web/20050204063629/whitelord.ath.cx/s2004 2005-02-16